# Danielle Cristina
Danielle Rodrigues de Oliveira ou simplesmente Danielle Cristina (Espirito Santo, 12 de agosto de 1979) é uma cantora de música cristã contemporânea brasileira.
Aos 10 anos de idade mudou de país seguindo seu pai, pastor missionário, e família para os Estados Unidos onde iniciou seus estudos musicais ligados a sua igreja World Revival Church Assembly Of God Em Boston, no Estado do Massachusetts. Danielle nos Estados Unidos congrega na Igreja Ministério Avivar, na cidade de Danbury, no Estado do Connecticut. Danielle é casada com o Pastor Cristian Oliveira. O casal tem duas filhas: Larissa Cristina e Ashley Gabrielle. No Brasil, Danielle congregou junto com a sua família na Assembléia de Deus Vitória em Cristo no bairro do Recreio dos Bandeirantes, atualmente congrega com sua família na Assembléia de Deus Vitória em Cristo no bairro Mooca, São Paulo. O seu último trabalho como cantora, foi lançado em 2016, com o título Um Novo Tempo.

## Discografia
- 1998: Tudo Entregarei
- 1999: Projeto Santo
- 2003: No Coração de Deus
- 2007: Alegrai-vos
- 2009: Fidelidade
- 2011: Acreditar
- 2014: É Só Adorar
- 2016: Um Novo Tempo